# دافني براون
دافني براون (بالإنجليزية: Daphne Elizabeth Brown) هي مهندسة معمارية أمريكية، ولدت في 28 أبريل 1948 في مانشستر في الولايات المتحدة، وتوفيت في 10 ديسمبر 2011 في أنكوريج في الولايات المتحدة بسبب سرطان الرحم.